# Acronicta clarescens
Acronicta clarescens är en fjärilsart som beskrevs av Achille Guenée 1852. Acronicta clarescens ingår i släktet Acronicta och familjen nattflyn. Inga underarter finns listade i Catalogue of Life.